# 羅伯特·赫賓
羅伯特·赫賓（1939年3月30日—2020年4月27日）是一名法國前領隊及足球員，司職中堅或中場。
赫賓的職業生涯一生只效力聖伊天一間球會，後來他作為領隊帶領聖伊天11年（1972年–1983年）。赫賓作為一名球員，他贏得五次法甲冠軍；作為一名領隊，他獲得四次法甲冠軍，他的球隊亦在1976年歐洲冠軍盃決賽中在咸普頓公園輸給拜仁慕尼黑，獲得亞軍。
赫賓出生於巴黎，小時候隨著父親在尼斯歌劇院演奏長號而移居尼斯。18歲時，他以250萬法國法郎（2020年約為3,600歐元）的身價從當地球會轉會至聖伊天。
1983年2月，赫賓因行賄基金醜聞而被聖伊天辭退，結束他們在法甲聯賽統治時期。赫賓立即被他們的隆河-阿爾卑斯德比對手里昂聘用，並在三個月後無法阻止他們降班，繼續在法乙帶領他們一起度過兩個賽季。其後，赫賓被沙特阿拉伯球會艾納斯重金禮聘領軍一年及在斯特拉斯堡度過一個球季，他於1987年回到聖伊天，但在接下來的三年裡未能恢復他們當年的成功。
赫賓以一頭濃密的紅頭髮而聞名，並因其內斂的個性而被稱為“獅身人面像”。退休後，他獨自和他的狗住在聖伊天附近，避免參加社交活動，同時還遭受酒精和煙草濫用的折磨。

## 外部鏈接
- Profile[永久]
- Robert Herbin Profile （页面存档备份，存于）於法國足球總會（法語）
- Robert Herbin （页面存档备份，存于）於隊報（法語）